# Luís Represas
Luís Paulo Fontes Represas (* 24. November 1956 in Lissabon) ist ein portugiesischer Musiker.

## Leben

### Von Beginn bis zum Ende Trovantes 1992
Sein musikalisches Interesse wurde bereits in der Grundschule und danach in den Chorstunden am Gymnasium Liceu Pedro Nunes geweckt. Mit 13 lernte er autodidaktisch Gitarre und spielte mit seiner ersten Schülerband Stücke von angelsächsischen Bands und Rockmusikern wie Pink Floyd, Yes, Genesis, Gentle Giant, Beatles, Rolling Stones, Joni Mitchell und Neil Young. Dann hörte er brasilianische Musiker wie Chico Buarque und Caetano Veloso, später andere lateinamerikanische Musiker wie Quilapayún, Pablo Milanés und Silvio Rodríguez und auch viel Irish Folk.
Nach der Nelkenrevolution 1974 dominierten in Portugal Spielarten des politischen Liedes. In diesem Umfeld gründete Represas mit João Gil, Manuel Faria, Artur Costa und seinem Bruder João Nuno 1976 die Gruppe Trovante. Die von Folk beeinflusste Pop/Rock-Band wurde sehr erfolgreich, bis sie sich 1992 auflöste. Represas wirkte zwischendurch auch bei Werken anderer Musiker mit. So trat er mit José Mário Branco auf und arbeitete 1985 bei José Afonsos Album Fura Fura mit.

### Von 1993 bis 2000
Nach dem Ende von Trovante ging Represas 1993 zusammen mit dem Bassisten Nani Teixeira nach Kuba, wo er mit Pablo Milanés, dem Pianisten Miguel Nuñez und anderen musizierte und neue Inspirationen gewann. Sein erstes Soloalbum Represas (EMI-VC, 1993) entstand daraus. Das Album erschien in einer portugiesischsprachigen und einer spanischsprachigen Version und enthielt mit Feiticeira (portugiesisch für ein „Zauberin“) vielbeachtetes Duett mit Pablo Milanés.
1994 kehrte er nach Portugal zurück und tourte mit seinem neuen Album durch das Land. Höhepunkt der Tour wurde ein Konzert im Coliseu dos Recreios mit 16 Musikern, darunter die kubanischen Musiker seiner Albumaufnahmen. Neben seinen neuen Liedern spielte er auch bekannte Stücke von Trovante, von Miguel Nuñez neu arrangiert.
Noch 1994 begann er seine erste Fernsehsendung Música dos Outros (portugiesisch für: „Musik der Anderen“), in der er aktuelle Lieder neu arrangierte und nachspielte.
Für sein nächstes Album wandte sich Represas 1995 wieder stärker der Irischen Musik zu und lud u. a. Davy Spillane als Gastmusiker ein. 1996 erschien so sein zweites Album Cumplicidades,  produziert und arrangiert von Bernardo Sassetti. Im Anschluss ging Represas auf Tour durch Portugal, mit einem Konzert im Centro Cultural de Belém (CCB) als Höhepunkt, das danach als Tonträger unter dem Titel Ao vivo no CCB erschien.
Noch 1996 trat Represas auf Einladung des argentinischen Komponisten Ariel Ramírez als Solist in den zwei Aufführungen seiner Misa Criolla im CCB auf, begleitet von einem 80-köpfigen Chor.
1998 wechselte Represas von der EMI-VC zur portugiesischen BMG auf Einladung des Musikers und Komponisten Tozé Britos, damaliger A&R der BMG. Dort veröffentlichte er sein drittes Album, Na Hora do Lobo (portugiesisch für „In der Stunde des Wolfes“), bei dem er wieder mit Miguel Nuñez zusammenarbeitete. Im gleichen Jahr trat er auf der Expo 98 auf.
Auf Einladung des Staatspräsidenten Jorge Sampaio trat Represas Anfang 2000 mit seiner dazu einmalig wiederbelebten Gruppe Trovante auf, bei der Übergabezeremonie Macaus, der Ende 1999 an die Volksrepublik China zurückgegebenen, letzten Portugiesischen Kolonie.
2000 besuchte Represas Osttimor, wohin er zu den Feierlichkeiten zum ersten Jahrestag der Unabhängigkeit des Landes kurz später zurückkehrte. Hintergrund seines Auftritt ist auch das hymnische, bis heute populäre Trovante-Stück Timor. Es war eines der bekanntesten der zahlreichen Lieder in Portugal, die sich nach 1991 öffentlichkeitswirksam mit dem Schicksal der indonesisch besetzten ehemaligen Kolonie Portugiesisch-Timor beschäftigten. 2016 erhielt Represas für sein Engagement die Medaille des Ordem de Timor-Leste, Osttimors höchsten Ordens.
Noch 2000 trat er mit Daniela Mercury beim brasilianischen Festival PãoMusic auf und produzierte in Spanien sein nächstes Album Código Verde (portugiesische für „Grüner Code“), als Gastmusiker wirkte u. a. der brasilianische Sambamusiker und Autor Martinho da Vila mit. Im gleichen Jahr sang Represas die portugiesische Synchronstimme für die im Original von Phil Collins gesungenen Lieder im Disney-Trickfilm Tarzan und komponierte Musik für portugiesische Fernsehserien.

### Seit 2000
Represas nahm danach stetig weitere Alben auf und erreichte mit ihnen sehr häufig die portugiesischen Charts. Als erfolgreichste Alben können das 2003 veröffentlichte und 17 Wochen in den Charts verbliebene Fora de Mão und das bis auf Platz 4 gekletterte Olhos Nos Olhos von 2008 gelten. Mit seiner Single Quero uma casa deste tamanho (portugiesisch für „Ich möchte ein Haus von dieser Größe“) hatte er sogar einen Nummer-1-Hit in Portugal 2002.
Am 9. Juni 2005 wurde Represas mit dem Orden für Verdienst im Kommandeursgrad ausgezeichnet.
Represas ist heute einer der bekanntesten Musiker in Portugal. Er wirkte auch bei Aufnahmen anderer Musikern, darunter Margareth Menezes, José Cid, Rui Veloso, André Sardet, Mafalda Veiga und Sétima Legião.
Represas unterstützte Fernando Nobre und dessen Kandidatur zur Präsidentschaftswahl in Portugal 2011. Mit anderen Musikern,  darunter Rui Veloso, schuf Represas eine Wahlkampfhymne für ihn.

## Auszeichnungen (Auswahl)
- 1997: Globos de Ouro 1997
- 2005: Orden für Verdienst im Kommandeursgrad
- 2016: Medaille des Ordem de Timor-Leste

## Diskografie (Alben)
- Represas (CD, EMI, 1993)
- Cumplicidades (CD, EMI, 1994)
- Ao Vivo no CCB (2CD, EMI, 1996)
- A Hora do Lobo (CD, BMG, 1998)
- Código Verde (CD, Universal, 2000)
- Reserva Especial (CD, Universal, 2001)
- Fora de Mão (CD, Universal, 2003)
- A Arte e A Música (Best-of-CD, 2004)
- A História Toda (CD, Universal, 2006) live - também editado em DVD
- Grandes Êxitos - EMI Gold (Best-of-CD, 2006)
- Olhos nos olhos (CD, Farol, 2008)
- Navegar é Preciso (CD, Micse, 2008) - nur in Brasilien -
- Ao vivo no Campo Pequeno (CD, DVD und limitierte Doppel-DVD, Farol, 2010)
- Luís Represas e João Gil (CD, EMI, 2011)
- Cores (CD, Universal, 2014)
- Ao Vivo Tratamento Acústico (2CD und DVD, Universal, 2015)